# 유숙 (1827년)
유숙(劉淑, 1827년∼1873년)은 조선 말기의 화가이다. 자는 선영(善永) 또는 야군(野君), 호는 혜산(蕙山), 본관은 한양이다.

## 생애
도화서의 화원을 지냈으며 산수화를 비롯해 꽃·새 등을 정묘하고 아름답게 잘 그렸다. 완당 김정희는 유숙의 《하산욕우도》를 평하여 “화경에는 주객의 구별이 뚜렷해야 하는데 이 작품에서는 주와 객이 분명치 않아 제1급의 그림이 못 된다”고 하였다.

## 작품
《계산추색도》, 《신선도》, 《오수삼매》 등이 있다.

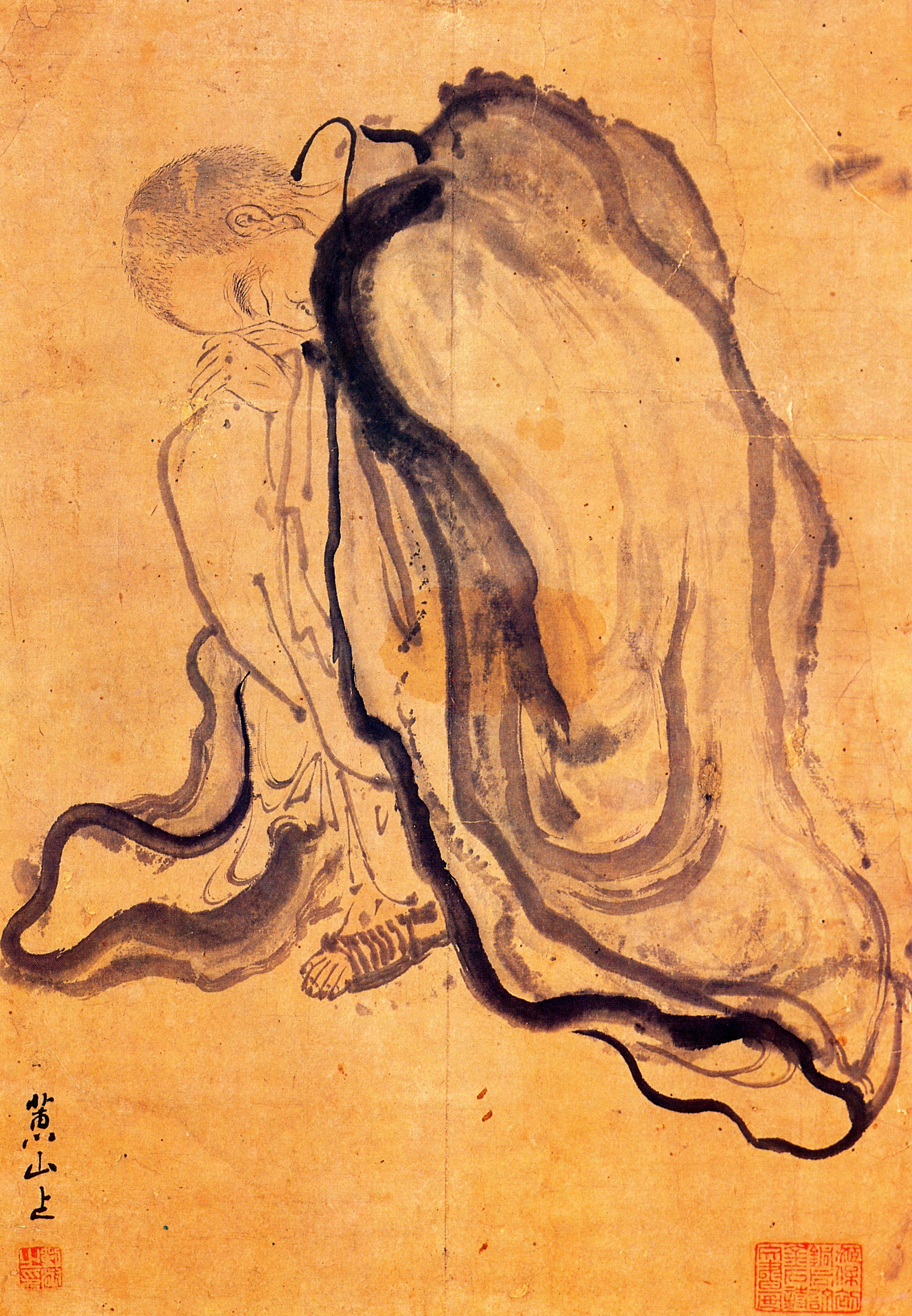
《오수삼매》
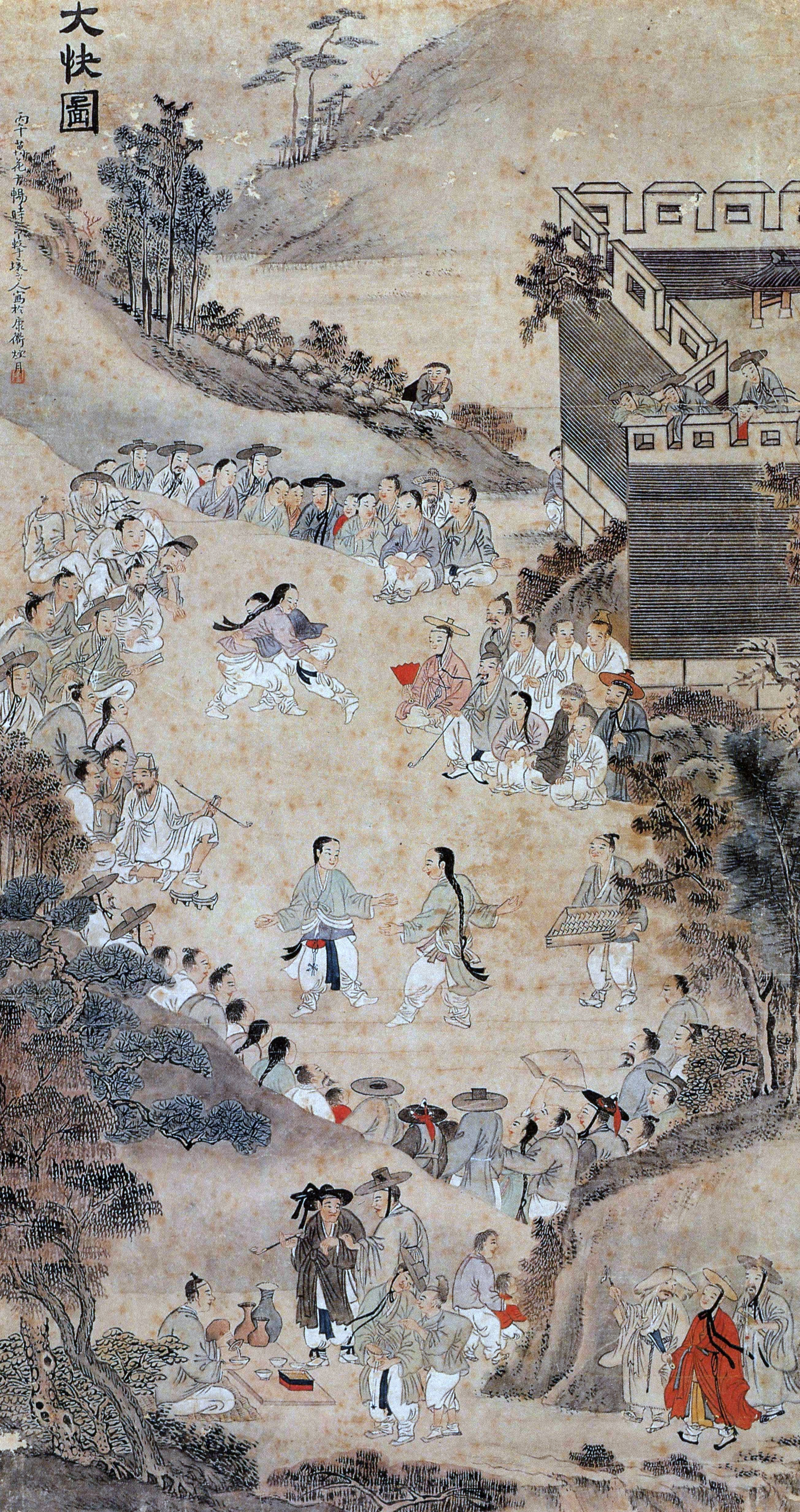
《대쾌도》
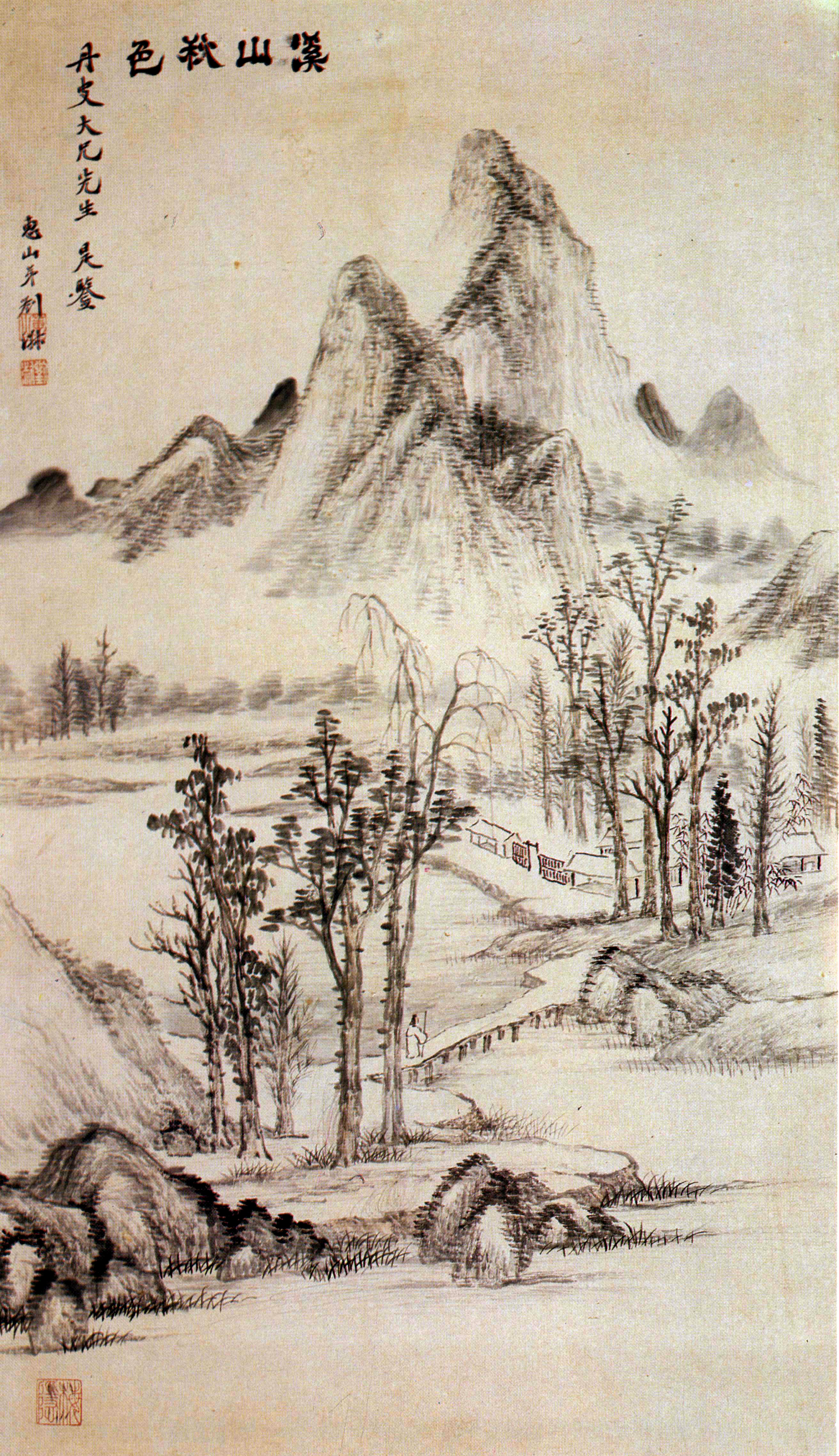
《계산추색도》
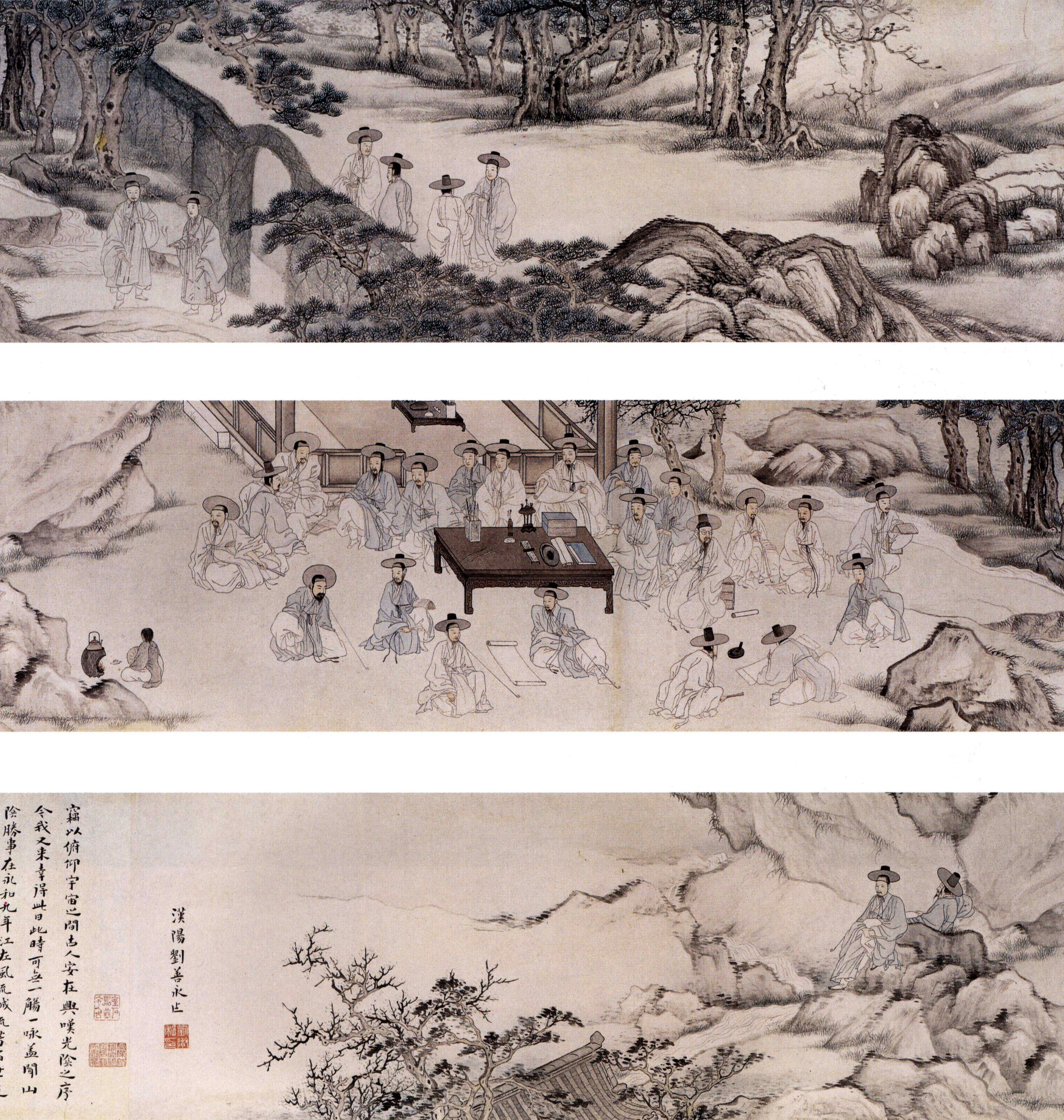
《수계도권》(修禊圖卷)
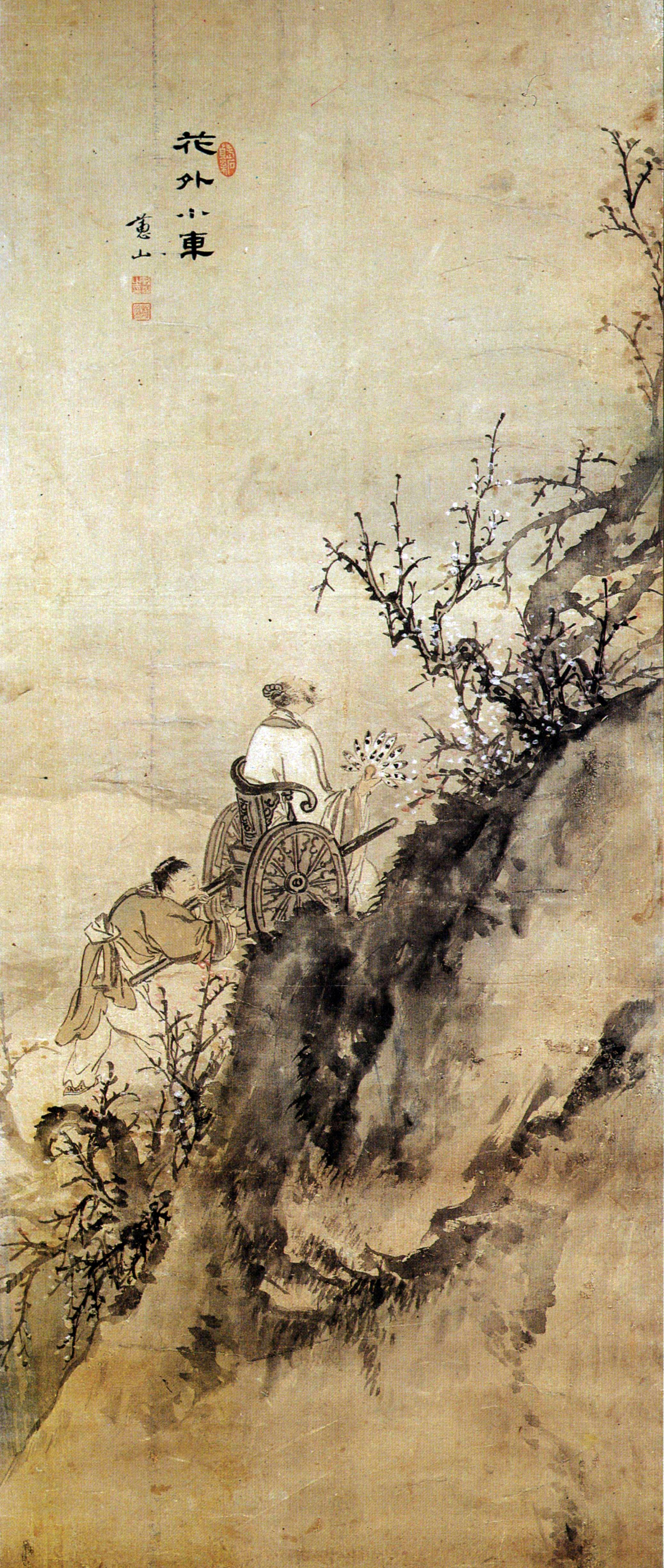
《화외소거도》

## 참고 문헌
- 이 문서에는 다음커뮤니케이션(현 카카오)에서 GFDL 또는 CC-SA 라이선스로 배포한 글로벌 세계대백과사전의 내용을 기초로 작성된 글이 포함되어 있습니다.